# Маріо Манджукич
Ма́ріо Манджу́кич (хорв. Mario Mandžukić, нар. 21 травня 1986, Славонський Брод, СФРЮ) — колишній хорватський футболіст, нападник. Колишній гравець національної збірної Хорватії. Автор автоголу та голу у ворота збірної Франції у фіналі чемпіонату світу з футболу 2018 року. Після завершення кар'єри гравця — футбольний тренер. З 22 листопада 2021 року входить до тренерського штабу Златко Далича, який є головним тренером національної збірної.

## Клубна кар'єра

### «Марсонія»
У дорослому футболі дебютував 2004 року виступами за клуб «Марсонія» (23 матчі 14 голів).

### «Загреб»
У 2005 році перейшов у «Загреб» за який виступав упродовж 2 років (50 матчів 14 голів)

### «Динамо» (Загреб)
У 2007 році отримав пропозицію перейти в «Динамо» (Загреб) на заміну Едуардо да Сілві який пішов до «Арсеналу». Сума трансферу склала 1.3 мільйона євро. Манджукич з ходу заграв, у складі «Динамо» у кваліфікаційному матчі Кубка УЄФА проти «Аякса» забив два вирішальні м'ячі. До нього виявляли інтерес донецький «Шахтар», «Манчестер Сіті» та інші відомі європейські клуби.
У сезоні 2008/09 став кращим бомбардиром чемпіонату Хорватії, забивши 13 м'ячів у 23 матчах. Манджукич є кращим футболістом року в Хорватії 2012 і 2013 років.

### «Вольсбург»
14 липня 2010 року перейшов у «Вольфсбург» за 7 мільйонів євро. Перший гол забив 12 березня 2011 року в матчі проти «Нюрнберга».

### «Баварія» (Мюнхен)
27 червня 2012 року Манджукич перейшов у мюнхенську «Баварію». Взяв 9 номер.
Манджукич не найкращим чином запам'ятався в матчі 12-го туру Бундесліги з «Нюрнбергом». Вразивши ворота суперників, хорватський гравець підбіг до трибуни фанатів «Баварії» і скинув руку в «римському салюті», чим одразу привернув до себе увагу всієї європейської громадськості. На заході тут же звинуватили Манджукича пропаганду неонацизму, а сербські ЗМІ резонно угледіли в жесті Маріо тріумфуючу реакцію на виправдання гаазьким трибуналом двох хорватських генералів Анте Ґотовіни та Младена Маркача, що звинувачувалися в етнічних чистках сербів під час війни в Югославії 1991—1995 років. Версія останніх має місце, особливо враховуючи, що Манджукича в його «салютованні» підтримував зображенням військового вітання партнер по «Баварії» Джердан Шакірі, етнічний косовський албанець, який виступає за збірну Швейцарії. У підсумку Маріо довелося виправдовуватися і заявляти, що його не так зрозуміли.
Першим трофеєм Манджукича став Суперкубок Німеччини 2012, «Баварія» грала проти дортмундської «Боруссії», цей матч «Баварія» виграла завдяки дублю Манджукича. У першому матчі в Бундеслізі Манджукич забив свій перший гол проти «Гройтер Фюрт». «Баварія» пробилася у фінал Ліги чемпіонів, причому це був вперше німецький фінал проти «Боруссії» (Дотмунд), рахунок відкрив Манджукич, для якого це був третій гол у турнірі. Але Гюндоган, який грав за «Боруссію», зрівняв рахунок з пенальті, а на останніх хвилинах партнер по команді Ар'ен Роббен забив гол, у підсумку «Баварія» виграла. У цьому сезоні його команда виграла чотири трофеї за сезон. 30 серпня 2013 року «Баварія» виграла Суперкубок УЄФА 2013 в матчі проти «Челсі».

### «Атлетіко Мадрид»
9 липня 2014 року Маріо перейшов в «Атлетіко Мадрид» і підписав з клубом чотирирічний контракт. Перший гол за «матарасників» забив 30 серпня 2014 року в матчі проти «Ейбара».

### «Ювентус»
У червні 2015 року Манджукич потрапив у сферу інтересів італійського «Ювентуса», який шукав заміну аргентинцю Карлосу Тевесу. 21 червня Маріо прибув в Турин для проходження медобстеження, а наступного дня підписав з «Ювентусом» контракт на чотири роки. Сума трансферу склала 19 млн євро.
Протягом своїх перших трьох сезонів в Італії незмінно допомагав «Ювентусу» захищати титул чемпіонів Італії.

### Подальша кар'єра
Протягом 2020 року захищав кольори клубу «Ад-Духаїль».
У січні 2021 став гравцем італійського «Мілана».
3 вересня 2021 завершив кар'єру професійного гравця.

## Виступи за збірні
Маріо Манджукич виступав у складі молодіжної збірної Хорватії. У основній збірній Хорватії дебютував 17 листопада 2007 року в матчі Македонія — Хорватія (2:0). Перший гол забив 10 вересня 2008 року у матчі Хорватія — Англія (1:4). Грає під номером 17. У ході чемпіонату Європи 2012 на груповій стадії спочатку зробив дубль у ворота збірної Ірландії, принісши перемогу Хорватії (3:1), а потім забив гол збірній Італії, результатом якого став нічийний рахунок (1:1). Разом із ще п'ятьма гравцями став найкращим бомбардиром чемпіонату Європи 2012 (по 3 голи).
На чемпіонаті світу 2014 в Бразилії Манджукич у своєму першому матчі на мундіалі проти Камеруну, оформив дубль, допомігши перемогти африканську команду з рахунком 4:0.
Був учасником Євро-2016, на якому хорвати дійшли 1/8 фіналу, де мінімально 0:1 програли майбутнім переможцям першості, португальцям. Взяв участь у двох матчах групового турніру та грі 1/8 фіналу, проте забити бодай гол не зміг.
2018 року поїхав у складі збірної на свою другу світову першість — тогорічний чемпіонат світу, який починав як стабільний гравець стартового складу.
Загалом протягом кар'єри у національній команді, яка тривала 12 років, провів у її формі 89 матчів, забивши 33 голи.

## Статистика виступів

### Статистика клубних виступів
| Сезон                  | Команда                | Чемпіонат              | Чемпіонат | Чемпіонат | Національний кубок | Національний кубок | Національний кубок | Континентальні кубки | Континентальні кубки | Континентальні кубки | Інші змагання | Інші змагання | Інші змагання | Усього | Усього |
| Сезон                  | Команда                | Ліга                   | Ігор      | Голів     | Ліга               | Ігор               | Голів              | Ліга                 | Ігор                 | Голів                | Ліга          | Ігор          | Голів         | Ігор   | Голів  |
| ---------------------- | ---------------------- | ---------------------- | --------- | --------- | ------------------ | ------------------ | ------------------ | -------------------- | -------------------- | -------------------- | ------------- | ------------- | ------------- | ------ | ------ |
| 2004–05                | «Марсонія»             | 2.ХНЛ                  | 23        | 14        | -                  | -                  | -                  | -                    | -                    | -                    | -             | -             | -             | 23     | 14     |
| 2005–06                | «Загреб»               | 1.ХНЛ                  | 28        | 3         | -                  | -                  | -                  | -                    | -                    | -                    | -             | -             | -             | 28     | 3      |
| 2006–07                | «Загреб»               | 1.ХНЛ                  | 23        | 11        | КЧ                 | 4                  | 3                  | -                    | -                    | -                    | -             | -             | -             | 27     | 14     |
| серп. 2007             | «Загреб»               | 1.ХНЛ                  | 0         | 0         | КЧ                 | 0                  | 0                  | Інт                  | 2                    | 0                    | -             | -             | -             | 2      | 0      |
| Усього за «Загреб»     | Усього за «Загреб»     | Усього за «Загреб»     | 51        | 14        |                    | 4                  | 3                  |                      | 2                    | 0                    |               | -             | -             | 57     | 17     |
| серп. 2007–08          | «Динамо» (Загреб)      | 1.HNL                  | 29        | 12        | КЧ                 | 8                  | 5                  | ЛЧ+КУЄФА             | 5+5                  | 1+2                  | -             | -             | -             | 47     | 20     |
| 2008–09                | «Динамо» (Загреб)      | 1.HNL                  | 28        | 16        | КЧ                 | 5                  | 5                  | ЛЧ+КУЄФА             | 5+5                  | 2+1                  | -             | -             | -             | 43     | 24     |
| 2009–10                | «Динамо» (Загреб)      | 1.HNL                  | 24        | 14        | КЧ                 | 3                  | 0                  | ЛЧ+ЛЄ                | 3+7                  | 2+1                  | -             | -             | -             | 37     | 17     |
| серп. 2010             | «Динамо» (Загреб)      | 1.HNL                  | 0         | 0         | КЧ                 | 0                  | 0                  | ЛЧ                   | 1                    | 2                    | SC            | 0             | 0             | 1      | 2      |
| Усього за «Динамо»     | Усього за «Динамо»     | Усього за «Динамо»     | 81        | 42        |                    | 16                 | 10                 |                      | 31                   | 11                   |               | 0             | 0             | 128    | 63     |
| серп. 2010–11          | «Вольфсбург»           | БЛ                     | 24        | 8         | КН                 | 3                  | 0                  | -                    | -                    | -                    | -             | -             | -             | 27     | 8      |
| 2011–12                | «Вольфсбург»           | БЛ                     | 32        | 12        | КН                 | 1                  | 0                  | -                    | -                    | -                    | -             | -             | -             | 33     | 12     |
| Усього за «Вольфсбург» | Усього за «Вольфсбург» | Усього за «Вольфсбург» | 56        | 20        |                    | 4                  | 0                  |                      | -                    | -                    |               | -             | -             | 60     | 20     |
| 2012–13                | «Баварія»              | БЛ                     | 24        | 15        | КН                 | 5                  | 3                  | ЛЧ                   | 10                   | 3                    | СН            | 1             | 1             | 40     | 22     |
| 2013–14                | «Баварія»              | БЛ                     | 30        | 18        | КН                 | 4                  | 4                  | ЛЧ                   | 10                   | 3                    | СН+СУ+КЧС     | 1+1+2         | 0+0+1         | 48     | 26     |
| Усього за «Баварія»    | Усього за «Баварія»    | Усього за «Баварія»    | 54        | 33        |                    | 9                  | 7                  |                      | 20                   | 6                    |               | 5             | 2             | 88     | 48     |
| 2014–15                | «Атлетіко»             | ПД                     | 28        | 12        | КІ                 | 3                  | 2                  | ЛЧ                   | 10                   | 5                    | СІ            | 2             | 1             | 43     | 20     |
| 2015–16                | «Ювентус»              | A                      | 27        | 10        | КІ                 | 3                  | 0                  | ЛЧ                   | 5                    | 2                    | СІ            | 1             | 1             | 36     | 13     |
| 2016–17                | «Ювентус»              | A                      | 34        | 7         | КІ                 | 4                  | 1                  | ЛЧ                   | 11                   | 3                    | СІ            | 1             | 0             | 50     | 11     |
| 2017–18                | «Ювентус»              | A                      | 32        | 5         | КІ                 | 4                  | 1                  | ЛЧ                   | 6                    | 4                    | СІ            | 1             | 0             | 43     | 10     |
| 2018–19                | «Ювентус»              | A                      | 25        | 9         | КІ                 | 0                  | 0                  | ЛЧ                   | 8                    | 1                    | СІ            | 0             | 0             | 33     | 10     |
| лип.-груд. 2019        | «Ювентус»              | A                      | 0         | 0         | КІ                 | 0                  | 0                  | ЛЧ                   | -                    | -                    | СІ            | 0             | 0             | 0      | 0      |
| Усього за «Ювентус»    | Усього за «Ювентус»    | Усього за «Ювентус»    | 118       | 31        |                    | 11                 | 2                  |                      | 30                   | 10                   |               | 3             | 1             | 162    | 44     |
| січ.-черв. 2020        | «Ад-Духаїль»           | ЧК                     | 5         | 0         | КК                 | 1                  | 0                  | АЛЧ                  | 2                    | 1                    | СК            | 2             | 1             | 10     | 2      |
| січ.-черв. 2021        | «Мілан»                | A                      | 10        | 0         | КІ                 | 0                  | 0                  | ЛЄ                   | 1                    | 0                    | -             | -             | -             | 11     | 0      |
| Усього за кар'єру      | Усього за кар'єру      | Усього за кар'єру      | 426       | 166       |                    | 48                 | 24                 |                      | 96                   | 33                   |               | 12            | 5             | 582    | 228    |

### Статистика виступів за збірну
| Дата       | Місто                   | Господарі          | Результат               | Гості              | Турнір                | Голи | Примітки |
| ---------- | ----------------------- | ------------------ | ----------------------- | ------------------ | --------------------- | ---- | -------- |
| 17-11-2007 | Скоп'є                  | Північна Македонія | 2 – 0                   | Хорватія           | Відбір до ЧЄ 2008     | -    | 42'      |
| 10-9-2008  | Загреб                  | Хорватія           | 1 – 4                   | Англія             | Відбір до ЧС 2010     | 1    | 73'      |
| 11-10-2008 | Харків                  | Україна            | 0 – 0                   | Хорватія           | Відбір до ЧС 2010     | -    | 84'      |
| 15-10-2008 | Загреб                  | Хорватія           | 4 – 1                   | Андорра            | Відбір до ЧС 2010     | -    | 68'      |
| 6-6-2009   | Загреб                  | Хорватія           | 2 – 2                   | Україна            | Відбір до ЧС 2010     | -    | 60'      |
| 12-8-2009  | Мінськ                  | Білорусь           | 1 – 3                   | Хорватія           | Відбір до ЧС 2010     | -    | 66' 72'  |
| 5-9-2009   | Загреб                  | Хорватія           | 1 – 0                   | Білорусь           | Відбір до ЧС 2010     | -    | 65'      |
| 9-9-2009   | Лондон                  | Англія             | 5 – 1                   | Хорватія           | Відбір до ЧС 2010     | -    |          |
| 8-10-2009  | Рієка                   | Хорватія           | 3 – 2                   | Катар              | товариський матч      | -    | 46'      |
| 14-10-2009 | Астана                  | Казахстан          | 1 – 2                   | Хорватія           | Відбір до ЧС 2010     | -    | 63'      |
| 3-3-2010   | Брюссель                | Бельгія            | 0 – 1                   | Хорватія           | товариський матч      | -    | 65'      |
| 19-5-2010  | Клагенфурт-ам-Вертерзеє | Австрія            | 0 – 1                   | Хорватія           | товариський матч      | -    |          |
| 23-5-2010  | Осієк                   | Хорватія           | 2 – 0                   | Уельс              | товариський матч      | -    | 90'      |
| 11-8-2010  | Братислава              | Словаччина         | 1 – 1                   | Хорватія           | товариський матч      | -    | 46'      |
| 3-9-2010   | Рига                    | Латвія             | 0 – 3                   | Хорватія           | Відбір до ЧЄ 2012     | -    | 84'      |
| 9-10-2010  | Тель-Авів-Яфо           | Ізраїль            | 1 – 2                   | Хорватія           | Відбір до ЧЄ 2012     | -    | 57'      |
| 12-10-2010 | Загреб                  | Хорватія           | 2 – 1                   | Норвегія           | товариський матч      | 1    |          |
| 17-11-2010 | Загреб                  | Хорватія           | 3 – 0                   | Мальта             | Відбір до ЧЄ 2012     | -    | 78'      |
| 3-6-2011   | Спліт                   | Хорватія           | 2 – 1                   | Грузія             | Відбір до ЧЄ 2012     | 1    |          |
| 10-8-2011  | Дублін                  | Ірландія           | 0 – 0                   | Хорватія           | товариський матч      | -    | 73'      |
| 2-9-2011   | Та-Калі                 | Мальта             | 1 – 3                   | Хорватія           | Відбір до ЧЄ 2012     | -    | 35'      |
| 6-9-2011   | Загреб                  | Хорватія           | 3 – 1                   | Ізраїль            | Відбір до ЧЄ 2012     | -    |          |
| 7-10-2011  | Афіни                   | Греція             | 2 – 0                   | Хорватія           | Відбір до ЧЄ 2012     | -    |          |
| 11-10-2011 | Рієка                   | Хорватія           | 2 – 0                   | Латвія             | Відбір до ЧЄ 2012     | 1    | 84'      |
| 11-11-2011 | Стамбул                 | Туреччина          | 0 – 3                   | Хорватія           | Відбір до ЧЄ 2012     | 1    | 90'      |
| 15-11-2011 | Загреб                  | Хорватія           | 0 – 0                   | Туреччина          | Відбір до ЧЄ 2012     | -    | 45' 77'  |
| 29-2-2012  | Загреб                  | Хорватія           | 1 – 3                   | Швеція             | товариський матч      | -    | 37' 46'  |
| 25-5-2012  | Пула                    | Хорватія           | 3 – 1                   | Естонія            | товариський матч      | -    | 60'      |
| 2-6-2012   | Осло                    | Норвегія           | 1 – 1                   | Хорватія           | товариський матч      | -    | 63'      |
| 10-6-2012  | Познань                 | Ірландія           | 1 – 3                   | Хорватія           | ЧЄ 2012 - 1-й етап    | 2    |          |
| 14-6-2012  | Познань                 | Італія             | 1 – 1                   | Хорватія           | ЧЄ 2012 - 1-й етап    | 1    | 90+4'    |
| 18-6-2012  | Гданськ                 | Хорватія           | 0 – 1                   | Іспанія            | ЧЄ 2012 - 1-й етап    | -    | 90+2'    |
| 15-8-2012  | Спліт                   | Хорватія           | 2 – 4                   | Швейцарія          | товариський матч      | -    | 46'      |
| 7-9-2012   | Загреб                  | Хорватія           | 1 – 0                   | Північна Македонія | Відбір до ЧС 2014     | -    |          |
| 11-9-2012  | Брюссель                | Бельгія            | 1 – 1                   | Хорватія           | Відбір до ЧС 2014     | -    | 88'      |
| 12-10-2012 | Скоп'є                  | Північна Македонія | 1 – 2                   | Хорватія           | Відбір до ЧС 2014     | -    | 72'      |
| 16-10-2012 | Осієк                   | Хорватія           | 2 – 0                   | Уельс              | Відбір до ЧС 2014     | 1    |          |
| 6-2-2013   | Лондон                  | Хорватія           | 4 – 0                   | Південна Корея     | товариський матч      | 1    | 46'      |
| 22-3-2013  | Загреб                  | Хорватія           | 2 – 0                   | Сербія             | Відбір до ЧС 2014     | 1    |          |
| 26-3-2013  | Суонсі                  | Уельс              | 1 – 2                   | Хорватія           | Відбір до ЧС 2014     | -    |          |
| 7-6-2013   | Загреб                  | Хорватія           | 0 – 1                   | Шотландія          | Відбір до ЧС 2014     | -    | 88'      |
| 14-8-2013  | Вадуц                   | Ліхтенштейн        | 2 – 3                   | Хорватія           | товариський матч      | -    | 46'      |
| 6-9-2013   | Белград                 | Сербія             | 1 – 1                   | Хорватія           | Відбір до ЧС 2014     | 1    |          |
| 11-10-2013 | Загреб                  | Хорватія           | 1 – 2                   | Бельгія            | Відбір до ЧС 2014     | -    | 32'      |
| 15-10-2013 | Глазго                  | Шотландія          | 2 – 0                   | Хорватія           | Відбір до ЧС 2014     | -    | 80'      |
| 15-11-2013 | Рейк'явік               | Ісландія           | 0 – 0                   | Хорватія           | Відбір до ЧС 2014     | -    | 87'      |
| 19-11-2013 | Загреб                  | Хорватія           | 2 – 0                   | Ісландія           | Відбір до ЧС 2014     | 1    | 38'      |
| 5-3-2014   | Санкт-Галлен            | Швейцарія          | 2 – 2                   | Хорватія           | товариський матч      | -    | 46'      |
| 31-5-2014  | Осієк                   | Хорватія           | 2 – 1                   | Малі               | товариський матч      | -    | 60'      |
| 6-6-2014   | Сальвадор               | Хорватія           | 1 – 0                   | Австралія          | товариський матч      | -    | 59' 64'  |
| 19-6-2014  | Манаус                  | Камерун            | 0 – 4                   | Хорватія           | ЧС 2014 - 1-й етап    | 2    |          |
| 23-6-2014  | Ресіфі                  | Хорватія           | 1 – 3                   | Мексика            | ЧС 2014 - 1-й етап    | -    |          |
| 4-9-2014   | Пула                    | Хорватія           | 2 – 0                   | Кіпр               | товариський матч      | 2    | 61'      |
| 9-9-2014   | Загреб                  | Хорватія           | 2 – 0                   | Мальта             | Відбір до ЧЄ 2016     | -    | 31' 79'  |
| 10-10-2014 | Софія (місто)           | Болгарія           | 0 – 1                   | Хорватія           | Відбір до ЧЄ 2016     | -    |          |
| 13-10-2014 | Осієк                   | Хорватія           | 6 – 0                   | Азербайджан        | Відбір до ЧЄ 2016     | -    |          |
| 16-11-2014 | Мілан                   | Італія             | 1 – 1                   | Хорватія           | Відбір до ЧЄ 2016     | -    |          |
| 28-3-2015  | Загреб                  | Хорватія           | 5 – 1                   | Норвегія           | Відбір до ЧЄ 2016     | -    | 88'      |
| 7-6-2015   | Вараждин                | Хорватія           | 4 – 0                   | Гібралтар          | товариський матч      | 1    | кап. 57' |
| 12-6-2015  | Спліт                   | Хорватія           | 1 – 1                   | Італія             | Відбір до ЧЄ 2016     | 1    | 35'      |
| 3-9-2015   | Баку                    | Азербайджан        | 0 – 0                   | Хорватія           | Відбір до ЧЄ 2016     | -    |          |
| 6-9-2015   | Осло                    | Норвегія           | 2 – 0                   | Хорватія           | Відбір до ЧЄ 2016     | -    |          |
| 17-11-2015 | Ростов-на-Дону          | Росія              | 1 – 3                   | Хорватія           | товариський матч      | 1    | 87'      |
| 23-3-2016  | Осієк                   | Хорватія           | 2 – 0                   | Ізраїль            | товариський матч      | -    |          |
| 26-3-2016  | Будапешт                | Угорщина           | 1 – 1                   | Хорватія           | товариський матч      | 1    |          |
| 4-6-2016   | Рієка                   | Хорватія           | 10 – 0                  | Сан-Марино         | товариський матч      | 3    | 56'      |
| 12-6-2016  | Париж                   | Туреччина          | 0 – 1                   | Хорватія           | ЧЄ 2016 - 1-й етап    | -    | 90+3'    |
| 17-6-2016  | Сент-Етьєн              | Чехія              | 2 – 2                   | Хорватія           | ЧЄ 2016 - 1-й етап    | -    |          |
| 25-6-2016  | Ленс                    | Хорватія           | 0 – 1 д.ч.              | Португалія         | ЧЄ 2016 - 1/8 фіналу  | -    | 88'      |
| 5-9-2016   | Загреб                  | Хорватія           | 1 – 1                   | Туреччина          | Відбір до ЧС 2018     | -    | 84'      |
| 6-10-2016  | Шкодер (місто)          | Косово             | 0 – 6                   | Хорватія           | Відбір до ЧС 2018     | 3    | 59'      |
| 9-10-2016  | Тампере                 | Фінляндія          | 0 – 1                   | Хорватія           | Відбір до ЧС 2018     | 1    | кап. 87' |
| 12-11-2016 | Загреб                  | Хорватія           | 2 – 0                   | Ісландія           | Відбір до ЧС 2018     | -    | 90+2'    |
| 15-11-2016 | Белфаст                 | Північна Ірландія  | 0 – 3                   | Хорватія           | товариський матч      | 1    | кап. 72' |
| 24-3-2017  | Загреб                  | Хорватія           | 1 – 0                   | Україна            | Відбір до ЧС 2018     | -    |          |
| 11-6-2017  | Рейк'явік               | Ісландія           | 1 – 0                   | Хорватія           | Відбір до ЧС 2018     | -    | 88'      |
| 3-9-2017   | Загреб                  | Хорватія           | 1 – 0                   | Косово             | Відбір до ЧС 2018     | -    |          |
| 5-9-2017   | Ескішехір               | Туреччина          | 1 – 0                   | Хорватія           | Відбір до ЧС 2018     | -    | 62'      |
| 6-10-2017  | Рієка                   | Хорватія           | 1 – 1                   | Фінляндія          | Відбір до ЧС 2018     | 1    | 85'      |
| 9-10-2017  | Київ                    | Україна            | 0 – 2                   | Хорватія           | Відбір до ЧС 2018     | -    | 90'      |
| 12-11-2017 | Афіни                   | Греція             | 0 – 0                   | Хорватія           | Відбір до ЧС 2018     | -    |          |
| 24-3-2018  | Маямі                   | Перу               | 2 – 0                   | Хорватія           | товариський матч      | -    | 71'      |
| 8-6-2018   | Осієк                   | Хорватія           | 2 – 1                   | Сенегал            | товариський матч      | -    | 46'      |
| 16-6-2018  | Калінінград             | Хорватія           | 2 – 0                   | Нігерія            | ЧС 2018 - 1-й етап    | -    | 86'      |
| 21-6-2018  | Нижній Новгород         | Аргентина          | 0 – 3                   | Хорватія           | ЧС 2018 - 1-й етап    | -    | 90+4'    |
| 1-7-2018   | Нижній Новгород         | Хорватія           | 1 – 1 д.ч. (3 – 2 п.п.) | Данія              | ЧС 2018 - 1/8 фіналу  | 1    | 108'     |
| 7-7-2018   | Сочі                    | Росія              | 2 – 2 д.ч. (3 – 4 п.п.) | Хорватія           | ЧС 2018 - чвертьфінал | -    |          |
| 11-7-2018  | Москва                  | Хорватія           | 2 – 1 д.ч.              | Англія             | ЧС 2018 - півфінал    | 1    | 48' 115' |
| 15-7-2018  | Москва                  | Франція            | 4 – 2                   | Хорватія           | ЧС 2018 - Фінал       | 1    |          |
| Усього     |                         | Матчів (11 місце)  | 89                      |                    | Голів (2 місце)       | 33   |          |

## Титули та досягнення

### Командні
Динамо
- Чемпіон Хорватії: 2007-08, 2008-09, 2009-10
- Володар Кубка Хорватії: 2007-08, 2008-09

 Баварія
- Чемпіон Німеччини: 2012-13, 2013-14
- Володар Кубка Німеччини: 2012-13, 2013-14
- Володар Суперкубка Німеччини: 2012
- Переможець Ліги чемпіонів УЄФА: 2012-13
- Переможець Суперкубка УЄФА: 2013
- Переможець Клубного чемпіонату світу: 2013

 Атлетіко (Мадрид)
- Володар Суперкубка Іспанії: 2014

 Ювентус
- Чемпіон Італії: 2015-16, 2016-17, 2017–18, 2018–19
- Володар Кубка Італії: 2015-16, 2016-17, 2017-18
- Володар Суперкубка Італії: 2015, 2018

Хорватія
- Віце-чемпіон світу: 2018

### Особисті
- Футболіст року в Хорватії (2) 2012, 2013
- Кращий гравець чемпіонату Хорватії: 2008/09
- Найкращий бомбардир чемпіонату Європи: 2012 (3 голи, разом з Маріо Балотеллі, Маріо Гомесом, Аланом Дзагоєвим, Кріштіану Роналду, Фернандо Торресом)
- Рекордсмен збірної Хорватії за кількістю голів на чемпіонатах Європи: 3 голи